# Beatriz Morales-Nin
Beatriz Morales-Nin (19 de desembre de 1951) és una ecòloga marina experta en peixos i gestió sostenible de recursos pesquers reconeguda internacionalment. Actualment, és professora d'investigació a l'Institut Mediterrani d'Estudis Avançats (IMEDEA). És la major experta espanyola en estudis d'esclerocronologia (datació de l'edat i de la composició química de teixits calcificats). El seu principal camp d'investigació són els otòlits de peixos.

## Biografia
Va estudiar a l'Escola Montessori i a l'Institut d'ensenyament mitjà Montserrat de Barcelona. Va iniciar els estudis de Biologia l'any 1970 a la Universitat de Barcelona on es va graduar l'any 1978. És mare de 3 fills, nascuts entre 1972 i 1980. Es va doctorar a la mateixa Universitat l'any 1984. Va aconseguir la plaça de Científica Titular a l'Institut de Ciències del Mar (ICM) l'any 1986, i posteriorment, l'any 1989 va sol·licitar el trasllat a Mallorca, a l'Institut Mediterrani d'Estudis Avançats (IMEDEA), on hi treballen altres científiques reconegudes com Anna Traveset Vilaginés. Fou directora d'aquest institut al llarg de 10 anys (2008 - 2016) i actualment és Professora d'Investigació del Consell Superior d'Investigacions Científiques (CSIC) en aquest mateix institut.
Ha sigut la primera dona gestora del Pla Nacional de Ciència i Tecnología Marina, i coordinadora d'una gran xarxa d'òrgans finançadors d'investigació Europeus, així com de diversos projectes Europeus.

## Recerca
Durant la seva carrera professional ha publicat més de 250 articles, set llibres i dinou capítols de llibres. Ha participat en nombroses campanyes des dels tròpics a l'Antàrtida. Els seus estudis sobre otòlits de peixos han generat informació important per a la gestió pesquera, estudiant tant aspectes molt especialitzats i locals (com la determinació de l'edat dels peixos) com estudis més holístics sobre canvis en els ecosistemes deguts al canvi climàtic.
Entre altres ha contrubuït al coneixement de l'impacte de la pesca artesanal sobre els fons i les espècies marines en col·laboració amb el Laboratorio de Investigaciones Marinas y Acuicultura (LIMIA) Arxivat 2022-03-02 a Wayback Machine. a través de diferents dispositius per reduir l'impacte de les xarxes de tresmall.
Actualment, està estudiant la identificació dels estocs pesquers a través de la microquímica dels otòlits, així com en pesqueries costaneres que inclouen la gestió de pesqueries recreatives.

## Premis
- Guardonada amb el “Premio Océanos 2020”-categoria individual- per la Sociedad Atlántica de los Oceanógrafos,[8] en reconeixement de la seva contribució a les ciències marines, així com per la seva feina d'educació i conscienciació per la protecció del mar.[9][10][6]
- Guardonada per la seva carrera científica al “6th International Otolith Symposium”, celebrat a Keelung, Taiwan (2018).[11]

## Obra destacada

### Llibres
- 1992. Determinación del crecimiento de peces óseos en base a la microestructura de los otolitos (Roma, Italia: Organización de las Naciones Unidas para la Agricultura y la Alimentación, Documento técnico de pesca)[12]
- 2019. Handbook of fish age estimation protocols and validation methods Arxivat 2020-12-05 a Wayback Machine.. ICES Cooperative Research Repport
- 2020. La pesca recreativa, del ocio a la economía. Un llibre de divulgació sobre la pesca recreativa oferint un coneixement actualitzat sobre la seva evolució, pràctiques i situació actual.[13]